# Manuel Nogueira Lima
Manuel Nogueira Lima (Pedro II, 1º de outubro de 1902 — Teresina, 4 de abril de 1981) foi um comerciante e político brasileiro, patriarca da família Nogueira Lima, tendo sido prefeito de sua cidade natal e deputado estadual pelo Piauí.

## Dados biográficos
Comerciante, foi levado à vida pública pelas mãos do interventor federal Landri Sales que o nomeou prefeito de Pedro II logo após a Revolução de 1930 sendo que administrou o município até 1934 quando renunciou ao mandato e foi eleito deputado estadual e elegeu seu irmão, Joaquim Nogueira Lima, para o cargo de prefeito. Signatário da Constituição Estadual de 1935, teve seu mandato cassado pela decretação do Estado Novo e só retornou à política após o fim do regime ditatorial figurando entre os fundadores da União Democrática Nacional (UDN) no Piauí. Reeleito deputado estadual em 1950 e 1958, transitou das hostes udenistas para o Partido Trabalhista Brasileiro (PTB) após rápida passagem pelo Partido Libertador.
Eleito para o seu segundo mandato de prefeito de Pedro II em 1962, viu seus familiares ingressarem no MDB após o Regime Militar de 1964 ter instituído o bipartidarismo.
Após o exemplo paterno seus descendentes se lançaram à vida pública e nisso dois de seus filhos chegaram à Assembléia Legislativa do Piauí: Nogueira Filho foi eleito em 1962, 1966, 1970 e 1974 e Aquiles Nogueira foi eleito em 1982. Em outro flanco outros dois chegaram à Câmara dos Deputados: Ciro Nogueira foi eleito pelo Piauí em 1982 e 1990 e Etevaldo Nogueira foi eleito pelo Ceará em 1986 e 1990. Nos últimos anos sua família vem sendo representada na política piauiense por seu neto Ciro Nogueira, eleito deputado federal em 1994, 1998, 2002 e 2006 e senador em 2010.
Nos anos oitenta sua família ingressou no PMDB e se manteve fiel ao partido até que, às vésperas das eleições de 1986, um acordo político ungido por Alberto Silva e Lucídio Portela resultou numa coligação dos peemedebistas com o PDS, liderado em Pedro II pelos membros da família Mourão, os mais férreos adversários da família Nogueira Lima que paulatinamente ingressou no PFL, atual legenda dos Democratas. Atualmente o clã se encontra vinculado ao Progressistas.